# لويد دوجت
لويد ألتون دوغيت الثاني (بالإنجليزية: Lloyd Alton Doggett II)‏ (من مواليد 6 أكتوبر 1946)، محام وسياسي أمريكي وممثل في مجلس النواب الأمريكي عن ولاية تكساس. كعضو في الحزب الديمقراطي، مثل لويد المقاطعة التي يستقر مقرها في عاصمة الولاية ومسقط رأسه، أوستن، منذ عام 1995، والتي تُعد حاليًا منطقة الكونغرس رقم 35 في تكساس. على الرغم من أن ولاية أوستن ديمقراطية بشكل كبير، إلا أنها مقسمة بين مقاطعات متعددة في الكونغرس، ويمثل دوغيت حاليًا الديموقراطي الوحيد من الولاية في الكونغرس.
حصل دوغيت على درجة البكالوريوس في إدارة الأعمال من جامعة تكساس في أوستن ودكتوراه في القانون من كلية الحقوق بجامعة تكساس.
شغل دوغيت مناصبه كمشرع في مجلس شيوخ ولاية تكساس ومجلس النواب الأمريكي. كما شغل منصب قاضٍ في المحكمة العليا في تكساس قبل انتخابه في مجلس النواب الأمريكي.

## أولى سنوات حياته وتعليمه ومهنته
ولد دوغيت في أوستن، لأليس بولين ولويد ألتون دوغيت. كان أجداده من ناحية الأم سويديين. حصل دوغيت على درجة البكالوريوس في إدارة الأعمال ودكتوراه في القانون من جامعة تكساس في أوستن، حيث شغل منصب رئيس الهيئة الطلابية في سنته الأخيرة. انضم أيضًا إلى أخوية «لامبدا تشي ألفا» أثناء التحاقه بجامعة تكساس في أوستن.

## حكومة تكساس
بدأت مسيرته الانتخابية في عام 1973، عندما انتُخب لمجلس شيوخ ولاية تكساس، وهو المنصب الذي شغله حتى عام 1985. كان في عام 1984، المرشح الديمقراطي لمقعد مجلس الشيوخ الأمريكي الذي أخلاه الجمهوري، جون توير، لكنه خسر أمام المرشح الجمهوري، فيل غرام. كتب دوغيت مشروع قانون إنشاء لجنة تكساس لحقوق الإنسان، بالإضافة إلى قانون يحظر الرصاص، مثل قانون «الشرطي القاتل» و«قانون الغروب» الذي يتطلب مراجعة دورية للوكالات الحكومية. أثار انتباه الجميع في عام 1979، بصفته عضوًا في «كيلر بيز» - مجموعة متكونة من 12 عضوًا ديمقراطيًا في مجلس الشيوخ، ومعارضين لخطة نقل الانتخابات التمهيدية الرئاسية للولاية إلى 11 مارس. كان الغرض من ذلك منح الحاكم السابق جون كونالي فرصة للترشح للحزب الجمهوري عام 1980. أرادت مجموعة «كيلر بيز» انتخابات تمهيدية مغلقة. وعندما رُفض هذا الاقتراح، خرج أعضاء المجموعة  من الغرفة تاركين عضوين فقط في مجلس الشيوخ دون اكتمال النصاب القانوني. سُحب القانون بعد خمسة أيام.
أصبح في عام 1989، قاضيًا في المحكمة العليا في تكساس وأستاذًا مساعدًا في كلية الحقوق بجامعة تكساس، جامعته الأم، وعمل حتى انتخابه للحاق بالكونغرس.

## حياته الشخصية
يقدر مشروع سانلايت، أنه قد بلغ متوسط ثروة لويد الصافية في عام 2006 أكثر من 13 مليون دولار. أشارت مؤسسة سانلايت (مؤسسة ضوء الشمس) في عام 2008 إلى أنه من بين 435 عضوًا في مجلس النواب الأمريكي، كان لويد في المرتبة الحادية عشر من حيث الاستثمار في مخزونات النفط.
سقط دوغيت في أبريل 2008 أثناء الاحتفال بيوم الأرض، من دراجته وكسر ساقه. كان هذا الحادث مشابهًا لتحطم دراجة في العام الذي سبقه، إذ سقط صديقه، العمدة السابق لأوستن بروس تود، عن دراجته وتعرض لإصابة خطيرة في الرأس والعديد من كسور العظام.

## مناصب
- في انتخابات مجلس النواب الأمريكي 2018 [الإنجليزية]‏، انتخب عضو مجلس النواب الأمريكي عن دائرة Texas's 35th congressional district [الإنجليزية]‏ وقد انضم خلال فترته النيابية [الإنجليزية]‏ (2019 – 2021) للكتلة البرلمانية الحزب الديمقراطي.
- في انتخابات مجلس النواب الأمريكي 1994 [الإنجليزية]‏، انتخب عضو مجلس النواب الأمريكي عن دائرة Texas's 10th congressional district [الإنجليزية]‏ وقد انضم خلال فترته النيابية [الإنجليزية]‏ (4 يناير 1995 – 3 يناير 1997) للكتلة البرلمانية الحزب الديمقراطي.
- في انتخابات مجلس النواب الأمريكي 1996 [الإنجليزية]‏، انتخب عضو مجلس النواب الأمريكي عن دائرة Texas's 10th congressional district [الإنجليزية]‏ وقد انضم خلال فترته النيابية [الإنجليزية]‏ (7 يناير 1997 – 3 يناير 1999) للكتلة البرلمانية الحزب الديمقراطي.
- في انتخابات مجلس النواب الأمريكي 1998 [الإنجليزية]‏، انتخب عضو مجلس النواب الأمريكي عن دائرة Texas's 10th congressional district [الإنجليزية]‏ وقد انضم خلال فترته النيابية (6 يناير 1999 – 3 يناير 2001) للكتلة البرلمانية الحزب الديمقراطي.
- في انتخابات مجلس النواب الأمريكي 2000 [الإنجليزية]‏، انتخب عضو مجلس النواب الأمريكي عن دائرة Texas's 10th congressional district [الإنجليزية]‏ وقد انضم خلال فترته النيابية [الإنجليزية]‏ (3 يناير 2001 – 3 يناير 2003) للكتلة البرلمانية الحزب الديمقراطي.
- في انتخابات مجلس النواب الأمريكي 2002 [الإنجليزية]‏، انتخب عضو مجلس النواب الأمريكي عن دائرة Texas's 10th congressional district [الإنجليزية]‏ وقد انضم خلال فترته النيابية [الإنجليزية]‏ (7 يناير 2003 – 3 يناير 2005) للكتلة البرلمانية الحزب الديمقراطي.
- في انتخابات مجلس النواب الأمريكي 2004 [الإنجليزية]‏، انتخب عضو مجلس النواب الأمريكي عن دائرة Texas's 25th congressional district [الإنجليزية]‏ وقد انضم خلال فترته النيابية [الإنجليزية]‏ (4 يناير 2005 – 3 يناير 2007) للكتلة البرلمانية الحزب الديمقراطي.
- في انتخابات مجلس النواب الأمريكي 2006 [الإنجليزية]‏، انتخب عضو مجلس النواب الأمريكي عن دائرة Texas's 25th congressional district [الإنجليزية]‏ وقد انضم خلال فترته النيابية [الإنجليزية]‏ (4 يناير 2007 – 3 يناير 2009) للكتلة البرلمانية الحزب الديمقراطي.
- في انتخابات مجلس النواب الأمريكي 2008 [الإنجليزية]‏، انتخب عضو مجلس النواب الأمريكي عن دائرة Texas's 25th congressional district [الإنجليزية]‏ وقد انضم خلال فترته النيابية [الإنجليزية]‏ (6 يناير 2009 – 3 يناير 2011) للكتلة البرلمانية الحزب الديمقراطي.
- في انتخابات مجلس النواب الأمريكي 2010 [الإنجليزية]‏، انتخب عضو مجلس النواب الأمريكي عن دائرة Texas's 25th congressional district [الإنجليزية]‏ وقد انضم خلال فترته النيابية [الإنجليزية]‏ (5 يناير 2011 – 3 يناير 2013) للكتلة البرلمانية الحزب الديمقراطي.
- في انتخابات مجلس النواب الأمريكي 2012، انتخب عضو مجلس النواب الأمريكي عن دائرة Texas's 35th congressional district [الإنجليزية]‏ وقد انضم خلال فترته النيابية (3 يناير 2013 – 3 يناير 2015) للكتلة البرلمانية الحزب الديمقراطي.
- في انتخابات مجلس النواب الأمريكي 2014 [الإنجليزية]‏، انتخب عضو مجلس النواب الأمريكي عن دائرة Texas's 35th congressional district [الإنجليزية]‏ وقد انضم خلال فترته النيابية [الإنجليزية]‏ (6 يناير 2015 – 3 يناير 2017) للكتلة البرلمانية الحزب الديمقراطي.
- في انتخابات مجلس النواب الأمريكي 2016، انتخب عضو مجلس النواب الأمريكي عن دائرة Texas's 35th congressional district [الإنجليزية]‏ وقد انضم خلال فترته النيابية [الإنجليزية]‏ (3 يناير 2017 – 3 يناير 2019) للكتلة البرلمانية الحزب الديمقراطي.
- انتخب قاضي (1989 – 1994).
- انتخب عضو مجلس ولاية تكساس ‏ (1973 – 1985).
- انتخب عضو مجلس النواب الأمريكي.

## وصلات خارجية
- الموقع الرسمي